# 호프너
호프너(Höfner)는 기타, 베이스, 현악기를 만드는 독일 회사다.
500/1 베이스 왼손잡이 모델을 폴 매카트니가 사용하는걸로 유명하다.